# Nahuel Guzmán
Nahuel Ignacio Guzmán Palomeque (Rosário (Argentina), 10 de fevereiro de 1986) é um futebolista argentino que atua como goleiro. Atualmente defende o Tigres UANL.

## Carreira
Nahuel Guzmán fez parte do elenco do Newells Old Boys que chegou à semifinal da Copa Libertadores da América de 2013, quando caiu nos pênaltis diante do Atlético Mineiro. 
Pela Seleção Argentina integrou o elenco da Copa América de 2015, e da Copa América de 2016. Também integrou o elenco da Copa do Mundo FIFA de 2018.

## Títulos
Newell's Old Boys
- Campeonato Argentino: 2013 (Torneio Final)

Tigres UANL
- Liga MX: Apertura 2015, Apertura 2016, Apertura 2017, Clausura 2019
- Campeón de Campeones: 2016, 2017, 2018
- Campeones Cup: 2018, 2023
- Liga dos Campeões da CONCACAF: 2020